# Відділ нумізматики (Ермітаж)

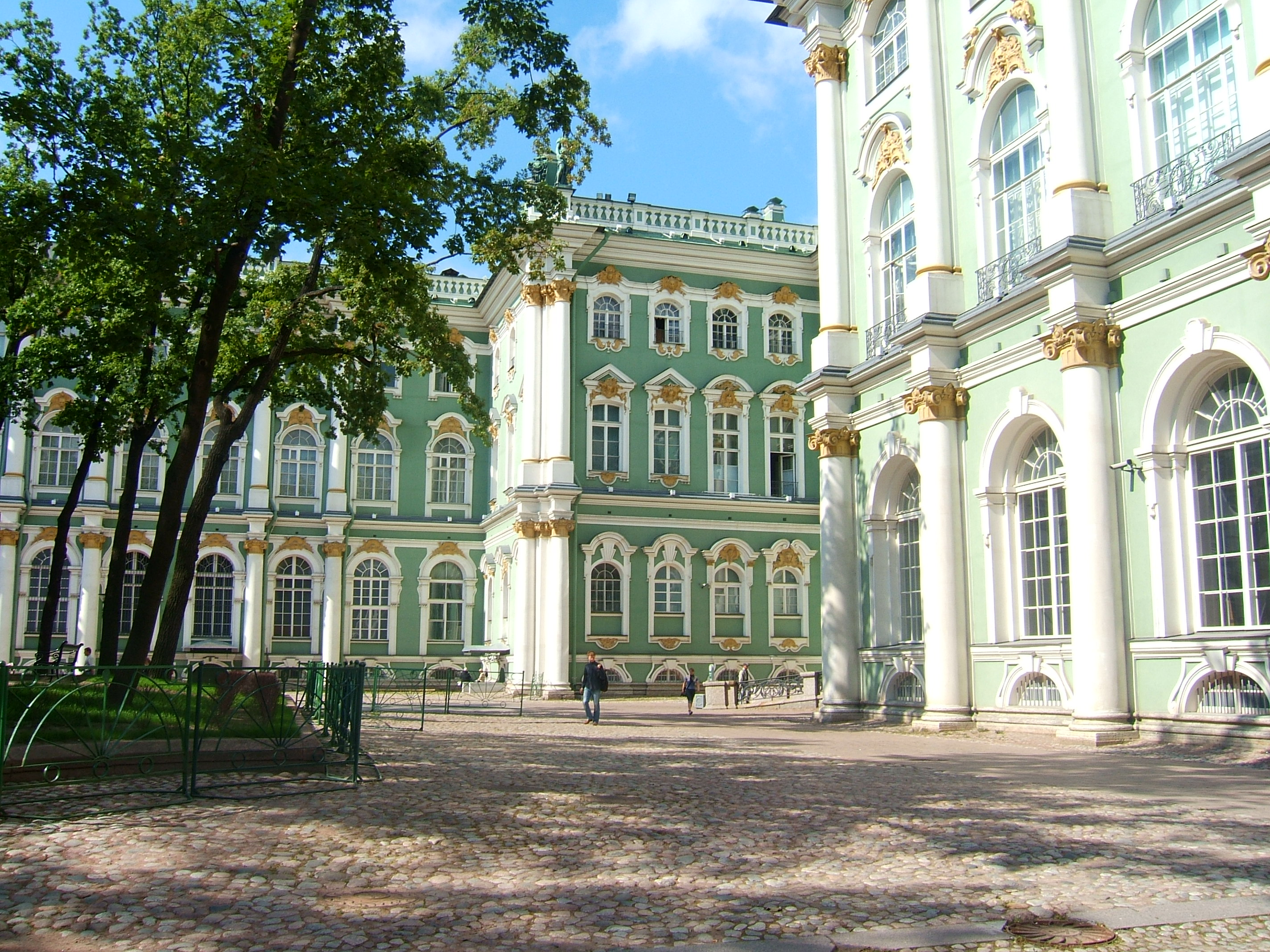

Відділ нумізматики (Ермітаж) — буденна назва приховує найбільшу в сучасній Росії та одну з найкращих і найбільших музейних збірок монет, медалей, орденів та печаток в Європі.[джерело?] Насправді це справжній самостійний музей у складі Державного Ермітажу.

## Історія

### Початок зібрання

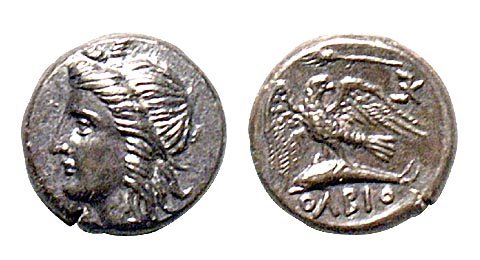
Статер з Ольвії,4 ст. до н.е.

Сучасний відділ нумізматики починався як Мінцкабінет у складі Бібліотеки Імператорського Ермітажу приблизно у 1762-1764 рр. Він не був найдавнішим в Петербурзі, бо свою колекцію монет та медалей у 1720-ті рр. започаткувала російська Академія наук, заснована у 1725 р. Але швидке зростання колекції та постійна увага до поповнення збірки зробила монетну колекцію Імператорського Ермітажу першою за кількістю і першою за впливом. Набагато пізніше монетна колекція Академії наук теж буде передана в музей Ермітаж, збільшивши лише її кількість і ненабагато - якість.

### Відомі науковці
Формуванню та поповненню збірки сприяло декілька факторів. Серед останніх — залучення до праці відомих академіків та придбання нових зразків, нових приватних колекцій, вивіз монетних скарбів з усіх провінцій Російської імперії (від України до Середньої Азії), участь у аукціонах.

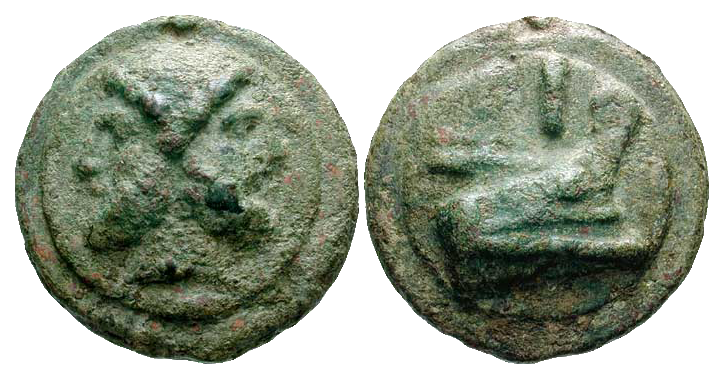
Давньоримська монета асс з міді, 240 р. до н. е.

В монетну колекцію постійно приходили подвійні — потрійні зразки. Їх вилучали і продавали на міжнародних аукціонах, а отримані кошти пускали на придбання відсутніх зразків. Ця практика добре збагачувала монетну колекцію Імператорського Ермітажу, чого практично не робили заради придбання живопису чи скульптури. Тому навіть сучасні колекції Ермітажу мають значні лакуни в живопису та скульптурі, але не в збірках нумізматики.
Значний внесок в формування монетних колекцій зробила і праця академіків, серед яких
- К. Келлер (1765–1837)
- М. Броссе (1812–1880)
- А. Кунік (1814–1899)
- А. К. Марков (1858–1920).

### Приватні колекції
Імператорський Ермітаж охоче купував приватні колекції монет та медалей, особливо якщо колекція мала славу. Так, придбання у 1858 р. збірки Я. Рейхеля відразу збільшило колекцію Ермітажу вдвічі.
Наявність поціновувачів в столиці і прихильність до заповітів теж збагачували колекцію. Імператорський Ермітаж у 1908 р. по заповіту отримав монетну колекцію академіка В.В. Вельямінова-Зернова, яка за якістю зразків монет держав Сходу вважалася найкращою в імперії і кращою за ермітажну. А подарована колекція І. Толстого в буремний 1917 рік збільшила і без того значну колекцію Ермітажу у чотири рази.

### Музейний показ в 19 ст.
У 1864 р. Мінцкабінет зробили самостійною частиною Імператорського Ермітажу. Це на чотири роки пізніше зробив Монетний кабінет (Берлін) - у 1868 р. А перша нумізматична експозиція була відкрита набагато раніше - у 1852 році  в Дванадцятиколонному залі.
На кінець 1917 року це була найбільна національна нумізматична збірка в країні.
Відділ нумізматики (Ермітаж) - входить до переліку найбільших монетний колекцій Європи, де також
- Британський музей, Лондон,
- Національна бібліотека, Париж,
- Монетний кабінет у Берліні,
- Художньо-історичний музей, Відень.

### 1941-1964 рр
В роки 2-ї світової війни монетну збірку повністю евакуювали і зберегли. Після реставрації залів музейного комплексу Державний Ермітаж Відділ нумізматики розмістили в нових фондосховищах. Але знадобилося 15 років для систематизації завеликої колекції та експонування її різних частин. В Лоджиях Рафаеля розмістили виставку « Художня медаль в Ермітажі», де можна було бачити зразки медалей доби Відродження Німеччини, Франції, Італії. А головну експозицію розпланували на третьому поверсі Зимового палацу.

### Кількісні показники

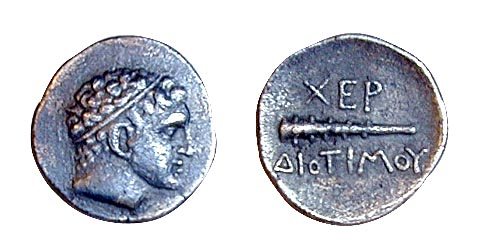
Гемідрахма з Херсонесу, 2 ст. до н.е.

- Ермітаж має найбільшу у світі колекцію монет античних міст Північного Причорномор'я ( Ольвія, Херсонес, Пантикапей та інші ) - близько 3.000.
- Придбання нумізматичної колекції в місті Мадрид дало музейній збірці монети зниклих арабських державних утворень південної Іспанії.
- Колекція монет зниклої Візантії перевищує 10.000.
- Колекція монет Індії вважається невеликою, але нараховує більш ніж 3.000 зразків.
- Окрім монет, збірка має ювілейні медалі римських пап 16 - 19 століть, медалі часів французької революції 1789-1793 рр, медалі часів Паризької Комуни, 850 медалей на різні події російської історії.
- Кількість медалей Німеччини перевищує 11.000, де є також твори Альбрехта Дюрера.

### Музейний показ в 21 ст.
Музейний показ побудований за географічним, хронологічним, історичним принципами. Експонують як типові зразки монетної справи чи продукцію відомих монетних дворів Австралії, Азії, Африки, Америки, так і унікальні зразки печаток, ювілейних медалей, нагород та орденів, жетонів. Частку монетних скарбів не розпорошують по країнам та епохам, а показують сукупно як історичні феномени.